# الاحتجاجات العمانية 2011
الاحتجاجات العـُمانية 2011 م هي حملة احتجاجات شعبية انطلقت يوم الجمعة 25 فبراير عام 2011، متأثرة بموجة الاحتجاجات العارمة التي اندلعت في الوطن العربي مطلع عام 2011 م وبخاصة الثورة التونسية وثورة 25 يناير المصرية اللتين أطاحتا بالرئيس التونسي زين العابدين بن علي والرئيس المصري حسني مبارك على التوالي.
قاد هذه الاحتجاجات الشبان العمانيون الذين اعتصموا في ولاية صحار ومسقط وصلالة وهي المناطق التي شهدت أكبر موجة احتجاجات مطالبين بإجراء إصلاحات سياسية واقتصادية واجتماعية. وشهدت هذه المناطق مناوشات بين المحتجين ورجال الأمن الذين استخدموا الرصاص المطاطي وخراطيم المياه لتفريق المحتجين. كما دخل مئات من العاملين في شركة تنمية نفط عمان الحكومية في إضراب عن العمل وهو الإضراب الأول في شركة نفط وطنية بمنطقة الخليج منذ بدأ موجة الاحتجاجات. أنذرت الاحتجاجات المتواصلة أيضا بوقف صادرات النفط وحركة الملاحة البحرية من ميناء صحار. مع ورود تقارير متضاربة بشأن وقوع عدد من القتلى ومئات الجرحى.
رحب المتظاهرون بالخطوة التي اتخذتها الحكومة لزيادة الحد الأدنى للأجور التي تستهدف زيادة أجور العمالة العمانية العاملة في القطاع الخاص. تلقى موظفو القطاع العام العمانيون زيادات في الأجور سابقا لكن القطاع الخاص تم تجاهله. رفعت حكومة عمان الحد الأدنى للأجور لما يقدر بنحو 150 ألف موظف في القطاع الخاص من 364 دولارًا إلى 520 دولارًا في الشهر. ومع ذلك استمرت الاحتجاجات في صحار، كانت المتظاهرون لا يزالون يطالبون بالمزيد من الوظائف والإصلاحات السياسية وحرية التعبير وتقليل سيطرة الحكومة على وسائل الإعلام وظروف معيشية أفضل، وإلغاء الضرائب ومحاكمة جميع الوزراء. كما طالب المحتجون في مسقط أيضا الوزراء بعدم الخدمة لأكثر من أربع سنوات. في العديد من الاحتجاجات الأخرى، عزز العمانيون مطالبهم بالدعوة إلى تقليص العمالة الأجنبية من أجل توفير المزيد من فرص العمل للمواطنين العمانيين من قبل الشركات الخاصة.
ومن أجل التعامل مع هذه الاحتجاجات استجاب سلطان عمان الراحل قابوس بن سعيد لمطالب المتظاهرين فأعلنت السلطنة عن رفع الحد الأدنى لأجور المواطنين العمانيين العاملين بالقطاع الخاص. أجرى السلطان قابوس تعديلا وزاريا شمل ستة وزراء، وقام بتعيين بعض المستشارين الجدد على أمل أن يحد ذلك من موجة الاحتجاجات. قام السلطان قابوس بإقاله وزيرين من الحكومة العمانية كما أصدر عفوا عن 234 شخص اعتقلوا في مظاهرات. بالإضافة إلى تشكيل حكومة جديدة ضمت 12 وجها جديدا بينهم أعضاء من مجلس الشورى، وغاب عنها وزراء طالب المحتجون بإقالتهم.

## خلفية الأحداث
كان لاندلاع الاحتجاجات العربية 2010-2011 وخاصة الثورة الشعبية في تونس وكذلك ثورة 25 يناير في مصر ونجاح هاتين الثورتين في تحقيق تطلعات الشعب بإسقاط نظام زين العابدين بن علي في تونس ونظام حسني مبارك في مصر دافعا لقيام الاحتجاجات في عمان. فففي 17 يناير2011 تحرك مئات المتظاهرين في العاصمة مسقط «المسيرة الخضراء 1» للمطالبة بتحسين الدخل ولجم ارتفاع أسعار السلع وتكاليف المعيشة، وانتظرت الحكومة نحو شهر لترد على هذه المسيرة السلمية برفع الحد الأدنى لأجور القوى العاملة الوطنية في القطاع الخاص.
نشرت دعوات للاحتجاج عبر مواقع التواصل الاجتماعي على الإنترنت مثل فيسبوك وتويتر للخروج في اليوم التالي في مسيرة أطلق عليها اسم «المسيرة الخضراء 2»، وذيلت بعض هذه الدعوات بمواد من النظام الأساسي للدولة استند عليها المتظاهرون في التمسك بحق الدعوة للمسيرة وهي المادة 29، والتي تتعلق بحرية الرأي والتعبير، والمادة 32 المتعلقة بحق المواطنين في التجمع ضمن حدود القانون. فخرجت عصر ذلك اليوم مظاهرة سلمية أمام مجمع الوزارات بالعاصمة العمانية مسقط شارك فيها نحو 300 من المواطنين بينهم نساء. وردد المتظاهرون هتافات تطالب بمحاربة الفساد المالي والإداري وغلاء الأسعار، وبتحقيق العدالة الاجتماعية، مرددين شعارات من قبيل «لا للفساد» و«يدا بيد مع السلطان ضد الفساد» و«الحرية للجميع» و«العدالة للجميع» و«كلنا شركاء في الوطن». ورفعوا أيضا لافتات كتب عليها «الشعب يحب السلطان» و«الشعب يريد الإصلاح» و«لا للظلم لا للفساد» و«جامعة واحدة لا تكفي»، كما لوحظت لافتة عريضة كتب عليها مجموعة من المطالب بينها زيادة مستحقات الضمان الاجتماعي وإيجاد فرص عمل للعاطلين. كما طالب المتظاهرون بإصلاح نظام التعليم المدرسي وتفعيل دور دائرة حماية المستهلك وزيادة صلاحيات مجلس الشورى وتفعيل دور جهاز الرقابة المالية في الدولة وزيادة الرواتب وغيرها من المطالب الأخرى المتنوعة.

## بدء الاعتصامات والاحتجاجات
في يوم الجمعة الموافق 25 فبراير 2011 بدأت حركات شبابية من صلالة بالاعتصام والتظاهر بشكل سلمي أمام مكتب وزير الدولة ومحافظ ظفار دون أشتباكات أو اصابات من قبل أجهزة الأمن العسكرية وتلتها جميع مناطق السلطنة بالمثل بعد يومين وفي مسقط أمام مجلس الشورى أعتصم الكثيرون من المثقفين العمانيين وفي ذات اليوم في صحار بدات الاعتصامات والاحتجاجات بعد ان لقي أحد المتظاهرين مصرعه في مدينة صحار عندما أطلقت الشرطة الرصاص المطاطي على المتظاهرين فيما انتشرت قوة من الجيش لتأمين المنطقة.
استخدمت الشرطة الغاز المسيل للدموع والعصي لتفريق المتظاهرين الذين تجمعوا في أحد الميادين الرئيسية بالمدينة. وذكر شهود أن ما لا يقل عن ألف متظاهر تجمعوا لليوم الثاني على التوالي في مدينة صحار قبل أندلاع الاشتباكات. انسحبت الشرطة عقب الاشتباكات، أحرق المتظاهرون سيارات حكومية وسيارات كانت متوقفة قرب مكتب والي صحار. كما تعرض مكتب تطوير صحار لعمليات تخريب إضافة إلى حريق في ناقلة نفط حيث تصدت لهم قوات الأمن.
بعث السلطان قابوس وزير الديوان البلاط السلطاني ليقابل المتظاهرين في الميدان وجها لوجه وأمره بوضع جهاز موبايل في جيبه في وضع الاتصال ليستمع السلطان شخصيا من داخل قصره للمحادثة الطويلة التي حصلت بين الوزير وبين المواطنين وطلباتهم وشكاواهم وسبب تجمعهم، وكان السبب يكمن في فساد الوزراء واستحواذهم على قيمة كبيرة من مقدرات الدولة، ومع ذلك قام السلطان قابوس بعد ثلاثة أيام فقط من لقاء وزير ديوان البلاط بالمتظاهرين بإقالة جميع الوزراء وتعيين وزراء جدد ولم يستثنى منهم سوى وزيرين فقط، الأول يوسف بن علوي آل إبراهيم وزير الشؤون الخارجية، والثانية راوية البوسعيدية وزيرة التعليم العالي.
نقلت وكالة رويترز عن مستشفى حكومي في وقت سابق أن ستة أشخاص قتلوا بعد أن أطلقت الشرطة رصاصات مطاطية على متظاهرين بمدينة صحار شمال العاصمة مسقط  بينما نفى وزير الصحة العماني أحمد السعيدي هذه الأنباء وأضاف أن شخصا واحدا فقط قتل في تلك الأحداث. أنذرت الاحتجاجات المتواصلة بوقف صادرات النفط وحركة الملاحة البحرية من ميناء صحار. كما اعتصم عدد من المواطنين العمانيين أمام مبنى مجلس الشورى بالعاصمة مسقط، وطالبوا بمحاكمة المسؤولين عن سقوط أي ضحية وأكدوا نبذهم للعنف وسلمية مظاهراتهم.
نجح الجيش في فتح مدخل الميناء الذي أغلقه المتظاهرون. وانتشرت مدرعات تابعة للقوات العمانية، قبل أن ينسحب المحتجون من المكان وسط انتشار عسكري مكثف لحماية المرافق الحيوية. غير أن المحتجين استخدموا شاحنتين لقطع الطريق الذي يربط بين الميناء والمصانع الحيوية القريبة ومنها مصانع ألمنيوم وبتروكيمياويات. أما في مدينة البريمي شمالي البلاد عند الحدود مع دولة الإمارات، تظاهر العشرات أمام مكتب المحافظ مطالبين بإيجاد فرص عمل لهم. كما انتشرت القوات العمانية قرب الحدود مع دولة الإمارات العربية المتحدة. في المقابل خرج آلاف العمانيين في تجمع حاشد أمام المسجد الأكبر بالعاصمة مسقط تأييدا للسلطان قابوس بن سعيد، وردد المتظاهرون هتافات تمجد قابوس وتندد بالعنف وتستنكر «التخريب» الذي قالوا أنه صاحب الاحتجاجات المطلبية، ورفعوا لافتات كتب عليها عبارات مثل «لا للتخريب نعم للحوار» و«خلفك لا شقاق ولا فتنة». وفي مسقط أيضا نظمت مجموعة من الشبان مسيرة بالسيارات جابت شوارع مسقط مزينين سياراتهم بملصقات بينها صور السلطان قابوس بن سعيد وعبارات منددة بالتخريب والعنف، مؤكدين تأييدهم للسلطان وهي مسيرة التأييد الثانية بمسقط.
دخل مئات من العاملين في شركة تنمية نفط عمان الحكومية في إضراب عن العمل ونظموا احتجاجات في مقر الشركة وفي حقل واحد على الأقل للنفط وآخر للغاز مطالبين بزيادة الأجور. ورفع نحو 300 محتج في مسقط لافتات خارج مقر الشركة، وقال عمال إنهم نظموا إضرابا عن العمل لعدة ساعات في حقل مرمول النفطي وحقل قرن العلم للغاز. ويعد هذا الإضراب الأول في شركة نفط وطنية بمنطقة الخليج منذ بدأت موجة الاحتجاجات.

## فض الاعتصام وعودة التصعيد
قامت قوات الأمن القوة في صحار بإخلاء اعتصام لنحو 100 شخص خيّموا منذ 5 أسابيع في دواري الكرة الأرضية وصحار الصناعي. حيث أطلقت مدافع المياه والغاز المدمع والرصاص المطاطي ثم اعتقلت 85 شخصاً أثناء فض الاعتصام.
بعد ثلاثة أيام من إخلاء الاعتصام في ولاية صحار، حدث تصعيد جديد في الولاية حينما اصطدم مئات المتظاهرين مع قوات الأمن. حيث قام المحتجين بقذف رجال الأمن بالحجارة والذي رد بإطلاق النار في الهواء لتفريقهم، استخدمت الشرطة خراطيم المياه لإنهاء المظاهرة. ونقلت وكالة رويترز عن مصدر حكومي أن شابا يبلغ من العمر 25 عاما أصيب في الاشتباكات ولفظ أنفاسه الأخيرة عقب وصوله إلى المستشفى متأثرا بإصابته في الرأس كما أصيب 8 آخرين. طالب المتظاهرون بالإفراج عن معتقلين احتجزتهم قوات الأمن بعد أن فضت اعتصاما سابقا. وقال شهود إن قوى الأمن اعتقلت ما بين خمسين وستين محتجا في الاشتباكات في هذا اليوم. فرض الجيش حظرا للتجول في المساء. واحتلت وحدات من الجيش مواقع لها حول المكاتب الحكومية ومبان رئيسة أخرى. وذكرت السلطات أن قوى الأمن استخدمت الغاز المسيل للدموع وخراطيم المياه والرصاص المطاطي بعد أن بدأت حشود المحتجين برشق شرطة مكافحة الشغب بالحجارة واستعمال السكاكين. غير أن المحتجين يزعمون أن قوات الشرطة أطلقت عليهم الرصاص الحي.
نظم عشرات المحتجين اعتصاما في العاصمة العُمانية مسقط للمطالبة بإجراء تحقيق في مزاعم بتعسف السلطة إثر اشتباكات مع قوى الأمن أسفرت عن مصرع شخص واحد في صحار وساهمت في زيادة حدة التوتر. تعهد المحتجون بالعودة للمنطقة التي تظاهروا فيها على مدار 5 أسابيع في بلدة صحار الشمالية الشرقية بعد أن أجلتهم قوات الأمن عنها بالقوة الأسبوع الماضي.
كما طالب المحتجون العمانيون المدعي العام بمحاكمة أفراد الأمن المسؤولين عن قتل اثنين من المحتجين في اشتباكين بمدينة صحار. وذلك بعد أن قال إن الموقوفين في الاحتجاجات سيقدمون للمحاكمة بتهمة انتهاج سلوك عنيف. وقال أحد المحتجين المشاركين في الاعتصام في ساحة الشعب أمام مقر مجلس الشورى في مسقط لرويترز، إنه «إذا كان لدى المدعي العام ما يكفي من الجرأة لتوجيه الاتهامات إلى المحتجين المحتجزين، فعليه أن يكون من العدالة بما يكفي لتوجيه الاتهامات إلى أفراد الأمن الذين قتلوا المتظاهرين».

## الاستجابة للمطالب
أقال السلطان قابوس بن سعيد عدة وزراء في حكومته وهم الفريق أول علي بن ماجد المعمري وزير المكتب السلطاني (أكبر جهاز أمني في السلطنة)، ووزير ديوان البلاط علي بن حمود البوسعيدي، ومالك بن سليمان (قائد شرطة عمان السلطانية). شكل السلطان قابوس حكومة جديدة ضمت 12 وزيرا جديدا بينهم أعضاء من مجلس الشورى، وغاب عنها الوزراء الذين طالب المحتجون بإقالتهم.
عمّت الفرحة المحتجين بعد الإعلان عن الحكومة الجديدة، لكنهم أكدوا أن اعتصامهم سيتواصل حتى تتحقق مطالب أخرى تتمثل في الإصلاحات الدستورية. وذبح المعتصمون في دوار صحار فور الإعلان عن الحكومة الجديدة أربعة ثيران، ورفعوا أصواتهم بهتافات مؤيدة للسلطان قابوس بن سعيد، وأطلقوا على دوار صحار اسم دوار الإصلاح والشهداء.
أصدر السلطان قابوس مرسوماً يقضي بالاستقلال الإداري والمالي للادعاء العام، كجزء من الاستجابات الرسمية لمطالب الاحتجاجات ومسيرات عُمان المطلبية، مما يعني أن علاقة جهاز الادعاء العام بالمفتش العام للشرطة قد انتهت.
كما قرر وزراء خارجية دول مجلس التعاون الخليجي تقديم 20 مليار دولار على مدى 10 سنوات لدعم البحرين وعُمان اللتين شهدتا مظاهرات خلال الأيام الماضية. ووضع مجلس التعاون الخليجي خطة لدعم البحرين وسلطنة عمان اقتصاديا واجتماعيا، بهدف مساعدتهما على استعادة الاستقرار عقب تفجر احتجاجات تطالب بإصلاحات شاملة. وهذه الخطة عبارة عن «مارشال خليجي» -في إشارة إلى خطة مارشال التي نفذت عقب الحرب العالمية لإعادة إعمار أوروبا- وأنها ترمي إلى إصلاح الأوضاع الاقتصادية والاجتماعية في البحرين وسلطنة عمان اللتين تعدان الأضعف اقتصاديا بين دول المجلس الست (السعودية وقطر والكويت والإمارات والبحرين وعُمان). تشمل الخطة توفير فرص عمل للشباب البحرينيين والعمانيين، ليس فقط في البحرين وعُمان وإنما أيضا في دول المجلس الأربع الأخرى، وتحسين مستوى الخدمات، إضافة إلى توفير مساكن لمن لا يمتلكونها. وذكرت المصادر ذاتها أن أولوية التوظيف في إدارات دول المجلس ستكون للعمانيين والبحرينيين، وأن أولئك سيحصلون على امتيازات أخرى. وتشير تقديرات إلى أن لدى دول مجلس التعاون فائض أصول بنحو 1.35 تريليون دولار جمعت خلال السنوات القليلة الماضية من عائدات تصدير النفط.
أصدر السلطان قابوس مرسوما يقضي بمنح مجلس عُمان (البرلمان) صلاحيات تشريعية ورقابية، وزيادة المعاشات الشهرية للأسر المستفيدة من قانون الضمان الاجتماعي بنسبة 100%. كما أمر بزيادة قيمة المستحقات التقاعدية لجميع الخاضعين لقانون معاشات ومكافآت ما بعد الخدمة لموظفي الحكومة العُمانيين بنسبة تصل إلى 50% للفئات المستحقة لأقل معاش تقاعدي.
أقال السلطان قابوس المفتش العام للشرطة والجمارك الفريق مالك بن سليمان المعمري، وعين مكانه حسن بن محسن الشريقي المرافق العسكري للسلطان بعد أن رقاه إلى رتبة فريق. وكان متظاهرون قد طالبوا بإقالة المفتش العام للشرطة والجمارك على خلفية الصدامات التي حدثت بين رجال الشرطة والمتظاهرين في مدينة صحار وقتل فيها شخص واحد على الأقل وأصيب آخرون.
كما أصدر السلطان قابوس بن سعيد عفوا عن 234 اعتقلوا في مظاهرات شهدتها مدن السلطنة خلال الشهرين الماضيين. بتهمة التجمهر في الطرقات العامة وتقرر إحالة المتهمين الذين ثبت ارتكابهم لجرائم إضرام النار على المنشآت العامة والخاصة وتعطيل السلطات العامة بالقوة وقطع الطرقات وتعطيل حركة السير وإهانة الموظفين العموميين والاعتداء عليهم إلى المحكمة المختصة لتطبيق العقوبات التي فرضها القانون على مرتكبي تلك الجرائم".

## ردود الفعل الدولية
- مجلس التعاون لدول الخليج العربية: اتفق أعضاء مجلس التعاون لدول الخليج العربية على مساعدة عمان بخطة بمنحة مالية بقيمة 10 مليارات دولار تهدف إلى تحديث المساكن والبنية التحتية على مدى 10 سنوات.[38] كما اتفقوا على أعطاء الأفضلية لمواطني دول مجلس التعاون الخليجي في التوظيف.[39]
- الولايات المتحدة: دعت الولايات المتحدة السلطات العمانية إلى ضبط النفس أمام المتظاهرين وتطبيق برنامج إصلاحات.[17]
- منظمة العفو الدولية: أصدرت منظمة العفو الدولية بيانا اعتبرت فيه أن قوات الأمن العمانية «استخدمت القوة المفرطة في تعاملها مع المحتجين»، ودعت السلطات إلى «احترام حق التظاهر السلمي».[17]